# SBC (codec)
El códec SBC (low-complexity subband codec) es un códec de audio que fue diseñado por el SIG (Bluetooth Grupo de Interés Especial) para el Perfil de Distribución de Audio Adelantado (A2DP). El SBC sirve para codificar y descodificar audio digital y se utiliza para transferir datos de audio mediante el protocolo Bluetooth. Está diseñado para obtener un audio razonablemente bueno a la vez que requiere una capacidad computacional baja. Con la versión A2DP 1.3 el códec SBC se fijó como el códec por defecto y su implementación es obligatoria para los dispositivos que cuentan con dicho perfil. Aun así, los vendedores son libres de añadir otros códecs.

## Diseño
El SBC soporta codificación mono y estéreo; y frecuencias de muestreo de hasta 48 kHz. Aunque el códec no tiene limitaciones de bitrate, los fabricantes normalmente utilizan índices de bit máximo de 328 kbit/s.
El códec funciona utilizando 4 u 8 subbandas y un algoritmo adaptativo en combinación con un bloque PCM. 
Los dueños de la patente decidieron hacer libre su uso para que aumentara el uso de la tecnología Bluetooth.

## Implementaciones
El A2DP V1.0 (especificación de prueba) contiene una implementación de referencia del encoder y descodificador para el códec SBC. También hay una implementación de Linux en BlueZ - El Linux Bluetooth Stack.